# سرجس بيضاوي
سرجاس بيضاوي (الاسم العلمي:Sargassum obovatum) هو نوع من الطلائعيات يتبع جنس السرجاس من فصيلة السرجاسية.